# Tiny Desk Concerts
Tiny Desk Concerts (kurz Tiny Desk; englisch winziger Schreibtisch) ist ein Podcast des US-Hörfunknetzwerks NPR. Das seit 2008 produzierte Format umfasst akustische Konzerte von Musikern verschiedener Stilrichtungen, die jeweils am Schreibtisch des Radiomoderators Bob Boilen (All Songs Considered) am NPR-Sitz in Washington, D.C. aufgenommen werden. Die rund 15 Minuten langen Konzertvideos erfreuen sich großer Beliebtheit und erreichen vielfach ein Publikum im Millionenbereich.

## Geschichte

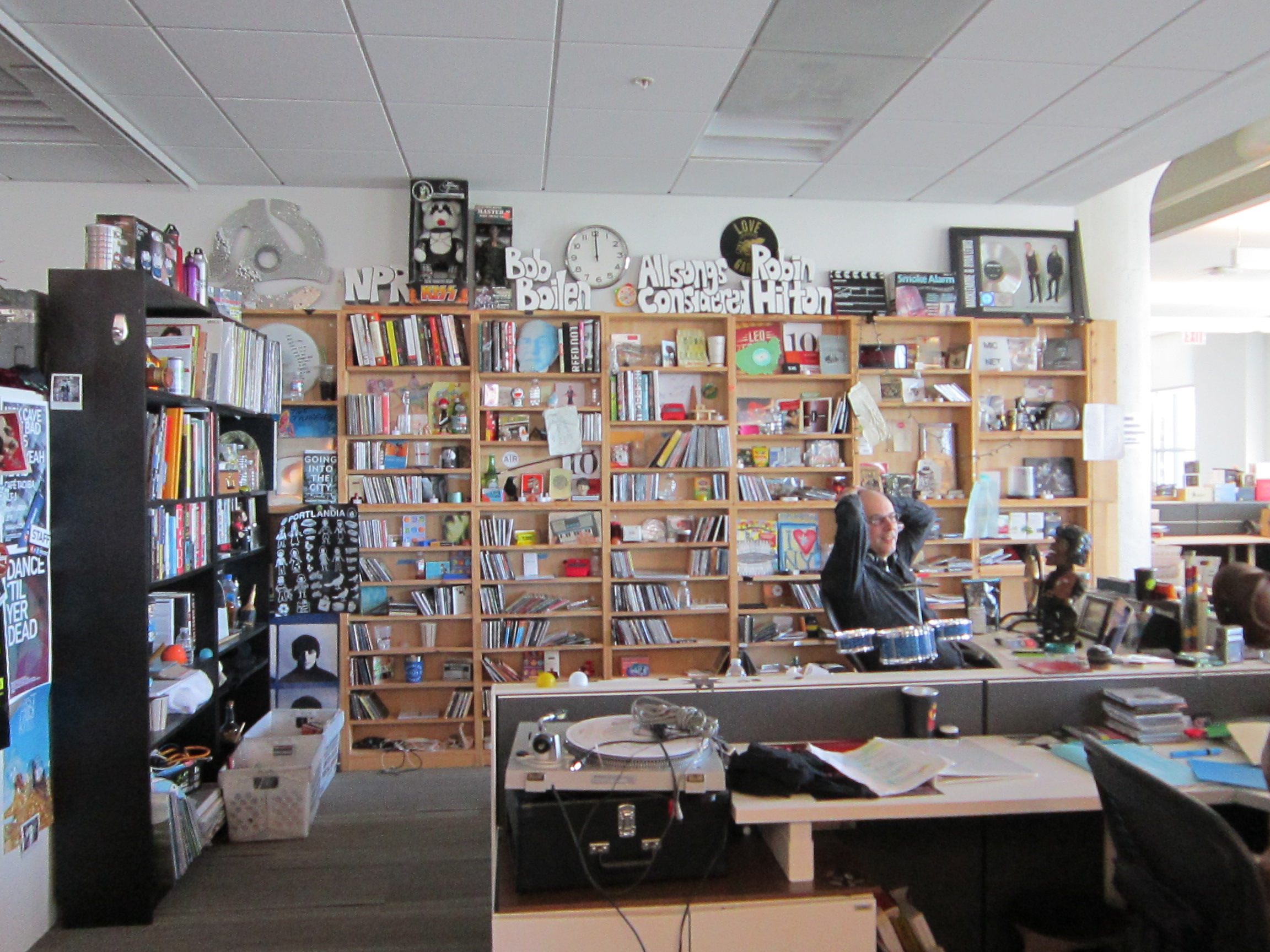
Bob Boilen an seinem Schreibtisch

Bob Boilen und der NPR-Redakteur Stephen Thompson besuchten 2008 im Rahmen des Musikfestivals South by Southwest in Austin einen Auftritt der Sängerin Laura Gibson. Weil das Konzert in einer kleinen Bar stattfand, in der die Leute Livesport verfolgten und sich lautstark unterhielten, war es den beiden kaum möglich, der Musikerin mit der zarten Stimme zuzuhören. Thompson scherzte daraufhin gegenüber Gibson, sie solle doch lieber in seinem Büro auftreten. Drei Wochen später ging die Sängerin auf den Vorschlag ein und erschien im Büro von NPR Music in Washington. Boilen und Kollegen entschieden sich für seinen Schreibtisch als Auftrittsort und nahmen das spontane Konzert mit Mikrofonen und einer Kamera auf. Der Name Tiny Desk Concerts entstand in Anlehnung an Boilens Post-Punk-Band aus Jugendtagen Tiny Desk Unit, deren Name wiederum auf einem Insiderwitz beruhte.
Seither werden die Konzerte am Schreibtisch in unregelmäßigen Abständen, oft mehrmals pro Woche, aufgezeichnet und Tage bis Wochen später auf der NPR-Website und dem offiziellen YouTube-Kanal veröffentlicht. Die auftretenden Künstler werden von einer Reihe von Redakteuren ausgesucht, die sich um eine Mischung aus etablierten Musikern und weitgehend unbekannten Newcomern bemühen. Zur 200. Ausgabe der Konzertreihe trat Laura Gibson im März 2012 ein zweites Mal auf. Im Frühling 2013 übersiedelte das NPR-Hauptquartier innerhalb von Washington, womit sich auch der Aufnahmeort der Konzerte änderte. Im Oktober 2016 wurde erstmals ein Gig außerhalb des NPR-Gebäudes aufgezeichnet, als der Rapper Common im Rahmen des South by South Lawn in der Bibliothek des Weißen Hauses auftrat.
Im Zuge der COVID-19-Pandemie wurden ab März 2020 für etwa zwei Jahre ausschließlich Heimkonzerte (Tiny Desk Home Concerts) aufgezeichnet.

## Produktion
Alle Konzerte haben gemeinsam, dass sie ohne PA-Anlage, aufwändige Effektgeräte und ausgefallene Elektronik, d. h. unplugged, aufgenommen werden. In der Regel muss das gesamte Equipment aus Instrumenten und Mikrofonen hinter der Tischplatte Platz finden. Für die Aufnahme zeichnet ein vierköpfiges Team verantwortlich. Um den Sound möglichst direkt und ohne Nebengeräusche zu erfassen, kommt meist nur ein MS-Stereo-Rohrrichtmikrofon der Firma Sennheiser (MKH 418) zum Einsatz. Nach der Aufnahme können nur sehr geringfügige Änderungen vorgenommen werden. Die Videoaufnahme erfolgt aus ästhetischen Gründen mit drei bis fünf Handkameras, hauptsächlich Canon 5D Mark II, und idealerweise in einem Take, wodurch auch die Pausen zwischen den Songs zur Geltung kommen. Das Publikum besteht für gewöhnlich aus bis zu 300 NPR-Angestellten und trägt zur akustischen Atmosphäre bei, wird von den Filmkameras aber bewusst nicht eingefangen. Besondere Kennzeichen des Aufnahmeorts sind die mit Platten und CDs gefüllten Regale im Hintergrund sowie der von Büromaterial und Merchandising bedeckte Schreibtisch.

## Interpreten
Die Tiny Desk Concerts decken ein breites Spektrum an Musikrichtungen ab, das von klassischer Barockmusik über Jazz bis hin zu zeitgenössischem Hip-Hop reicht. Aufgrund Bob Boilens persönlicher Vorliebe für obskuren Indie-Rock war dieses Genre in den Anfangsjahren besonders häufig vertreten. Neben Musiklegenden wie Tom Jones, Randy Newman oder Mavis Staples reüssieren auch vielversprechende Nachwuchskünstler am „Tiny Desk“. Normalerweise tritt jeder Musiker nur einmal auf, es werden aber immer wieder Ausnahmen gemacht. Den bisher „größten“ Auftritt lieferte das 23-köpfige Ensemble Mucca Pazza 2015 ab.
 Um großteils unbeachteten Musikern eine Bühne zu bieten, wurde Ende 2014 vom NPR erstmals ein Wettbewerb um eines der begehrten Konzerte ausgeschrieben. Boilen und eine Jury aus Mitarbeitern und Musikern werteten dazu mehr als 7000 eingereichte Videos aus und kürten den 47-jährigen Fantastic Negrito zum ersten Sieger des Tiny Desk Contest.

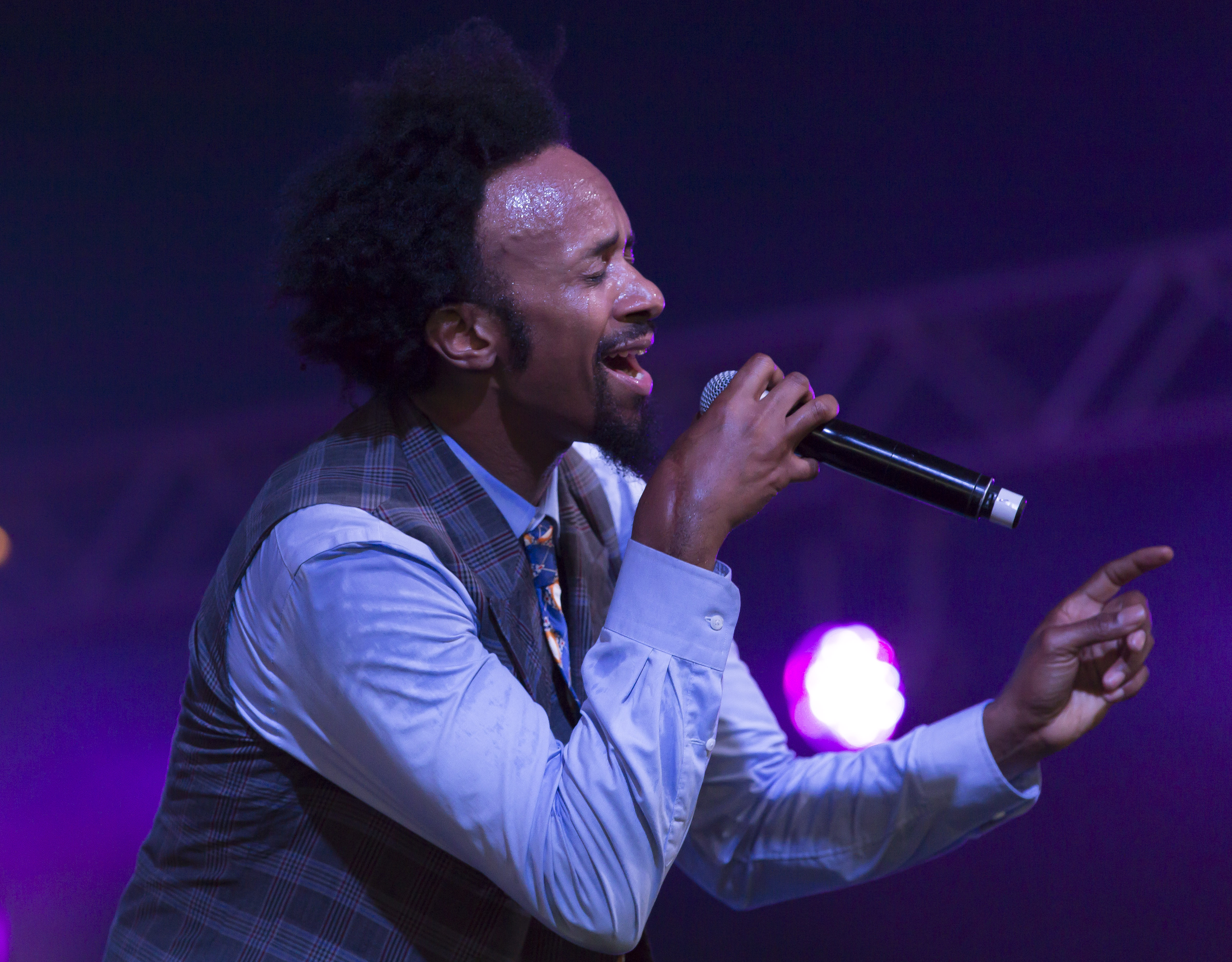
Fantastic Negrito, Gewinner des ersten Tiny Desk Contest 2015

In den Jahren danach waren unter anderem Dan Auerbach und Trey Anastasio Teil der Jury. Die bisherigen Contest-Gewinner waren:
| Jahr | Gewinner             |
| ---- | -------------------- |
| 2015 | Fantastic Negrito    |
| 2016 | Gaelynn Lea          |
| 2017 | Tank and the Bangas  |
| 2018 | Naia Izumi           |
| 2019 | Quinn Christopherson |
| 2020 | Linda Diaz           |
| 2021 | Neffy                |
| 2022 | Alisa Amador         |
| 2023 | Little Moon          |

## Rezeption
Seit seiner Erstausstrahlung entwickelte sich der Podcast zu einer der beliebtesten Musikserien im Internet. Aufgrund des speziellen Genremixes und vor allem der Authentizität der einzelnen Auftritte genießt die Reihe mittlerweile Kultstatus. Ralf Dombrowski vom Spiegel Online befand das Format sowohl optisch als auch akustisch professionell besser aufbereitet als den Video-Podcast-Standard. Trotz virtueller Vermittlung gelänge es, die Künstler hautnah und so natürlich wie möglich wirken zu lassen. Miterfinder Bob Boilen meinte, die Besonderheit der Konzertreihe bestehe darin, die Musiker etwas tun zu lassen, das sie normalerweise nicht tun würden, ihnen also eine Herausforderung zu geben. Auf diese Weise könnten Künstler überzeugen. Das Resultat sei eine „spezielle Intimität“, die es unmöglich mache, sich zu verstecken, und dem Format Vergleiche mit der Serie MTV Unplugged einbrachte. „Unplugged“-Erfinder Robert Small bezeichnete die Tiny Desk Concerts als moderne Inkarnation seiner Show und „Gegengift“ zur digitalen Ära. Zachary Crockett von Vox fasste die Konzertreihe 2016 wie folgt zusammen:

“In an age of overproduction and digital manipulation, Tiny Desk offers us something honest: performances rife with awkward pauses, untuned guitars, and hiccups. It reassures us that our vulnerabilities are meant to be celebrated, not hidden (…) Confining an artist to a desk has a very real effect on the outcome of sound. Sets are incredibly intimate, up-close, and personal – sometimes almost painfully so (…) Stripped of typical stage equipment, musicians are forced to confront the essence of their art form.”

„In einem Zeitalter der Überproduktion und digitaler Manipulation bietet uns Tiny Desk etwas Ehrliches: Auftritte voller unangenehmer Pausen, ungestimmter Gitarren und Hicksern. Es ermutigt uns, dass unsere Verletzlichkeiten gefeiert, nicht versteckt werden sollten (…) Einen Künstler an einen Schreibtisch zu versetzen, hat einen sehr echten Effekt auf das Klangergebnis. Die Sets sind unglaublich intim, nah und persönlich – manchmal fast auf schmerzliche Weise (…) Ohne die typische Bühnenausstattung müssen sich die Musiker mit der Essenz ihrer Kunstform auseinandersetzen.“

Kritik richtete sich anfangs vor allem gegen Bob Boilens Desinteresse an Genres wie Klassik, Country und insbesondere Hip-Hop. In Kooperation mit anderen NPR-Redakteuren wurden diese Lücken jedoch nach und nach gefüllt und Künstler vieler verschiedener Musikrichtungen eingeladen. Für große Aufmerksamkeit sorgte im Oktober 2014 der erste Auftritt eines Rappers, T-Pain, der ohne den Gebrauch von Auto-Tune – üblicherweise ein Charakteristikum seiner Musik – auskommen musste.
Einer vom Forbes Magazine veröffentlichten Auswertung zufolge, bei der die Aufrufzahlen von YouTube-Videos und Wikipedia-Artikeln berücksichtigt wurden, erreichen Künstler mit einem Tiny Desk Concert im Durchschnitt einen größeren Bekanntheitsschub als mit einem Auftritt in einer Late-Night-Show. Die Klickzahlen auf der Videoplattform bewegen sich vielfach im Millionenbereich, die zehn beliebtesten Videos wurden zusammen mehr als 700 Millionen Mal aufgerufen.
Meistgesehene Konzerte auf YouTube (Stand: 1. Januar 2025)
| #  | Nr.  | Veröffentlichung     | Interpret                           | Aufrufe       |
| -- | ---- | -------------------- | ----------------------------------- | ------------- |
| 1  | 1096 | 4. Dezember 2020 H   | Dua Lipa                            | 133 Millionen |
| 2  | 773  | 8. August 2018       | Mac Miller                          | 126 Millionen |
| 3  | 557  | 22. August 2016      | Anderson .Paak & The Free Nationals | 112 Millionen |
| 4  | 865  | 10. Juli 2019        | Sting & Shaggy                      | 77 Millionen  |
| 5  | 1057 | 21. September 2020 H | BTS                                 | 62 Millionen  |
| 6  |      | 20. April 2021       | C. Tangana                          | 62 Millionen  |
| 7  | 753  | 14. Juni 2018        | Jorja Smith                         | 41 Millionen  |
| 8  | 1007 | 22. Juni 2020        | Alicia Keys                         | 40 Millionen  |
| 9  | 112  | 14. Februar 2011     | Adele                               | 39 Millionen  |
| 10 | 682  | 11. Dezember 2017    | Tyler, the Creator                  | 37 Millionen  |

1. ↑  Die YouTube-Veröffentlichung erfolgt meist einige Wochen nach der Aufnahme.

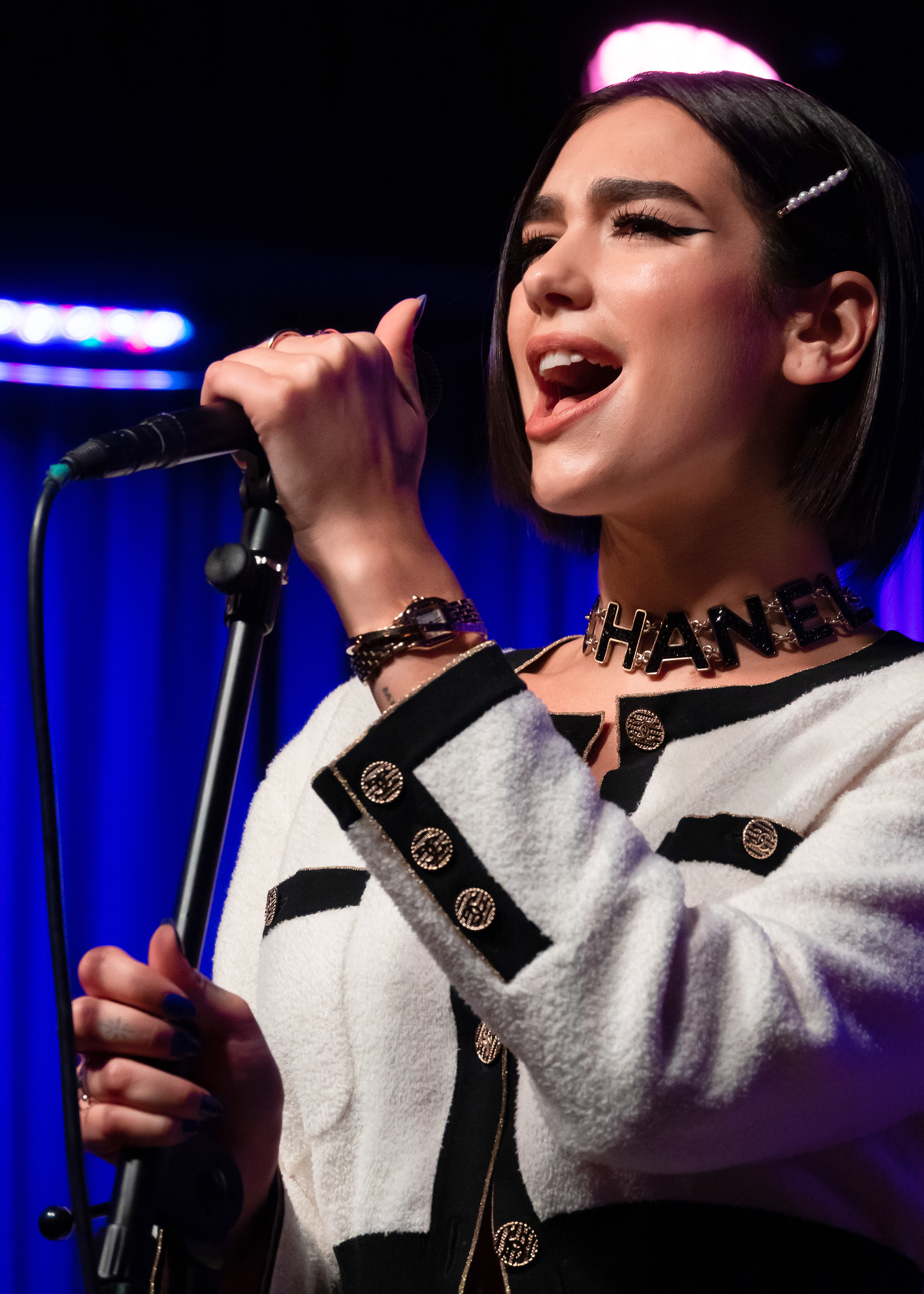
Dua Lipa gab 2020 das Konzert mit den meisten YouTube-Aufrufen.

H Aufgrund der COVID-19-Pandemie als Heimkonzert aufgezeichnet.